# El silencio (serie de televisión)
El silencio es una serie de televisión por internet española de thriller psicológico creada por Aitor Gabilondo para Netflix. Está protagonizada por Arón Piper y Almudena Amor. Se lanzó en netflix el 19 de mayo de 2023

## Trama
Sergio Ciscar (Arón Piper) es puesto en libertad 6 años después de haber asesinado a sus padres, cuando aún era menor de edad. Durante ese tiempo, Sergio no ha dicho una sola palabra ni ha colaborado con la justicia, por lo que tanto las motivaciones del crimen como sus actuales intenciones son un misterio. Ana Dussuel (Almudena Amor), una joven psiquiatra, y su equipo serán los encargados de determinar su potencial peligro para la sociedad observándolo en secreto día y noche, como a un animal.

## Reparto

### Principal
- Arón Piper como Sergio Ciscar Polo
- Almudena Amor como Ana Dussuel
- Cristina Kovani como Marta Ortega Saiz
- Aitor Luna como Cabrera
- Manu Ríos como Eneko
- Aria Bedmar como Greta
- Ramiro Blas como Natanael Torroja
- Mikel Losada como Mikel

### Recurrente
- Elisabet Gelabert como Blanca Polo
- Jesús Noguero como Javier Ciscar
- Pep Tosar como Aguirre
- Santiago Molero
- Avril Virgüez e Irene Virgüez como Noa Ciscar Polo
- Elena Sáenz como Silvia
- Aitana Redondo como Arantxa
- Ernest Villegas como Beñat

## Episodios
| N.º | Título       | Dirigido por   | Escrito por                                    | Fecha de lanzamiento original |
| --- | ------------ | -------------- | ---------------------------------------------- | ----------------------------- |
| 1   | «Episodio 1» | Gabe Ibáñez    | Aitor Gabilondo, Joan Barbero y Iñaki González | 18 de mayo de 2023            |
| 2   | «Episodio 2» | Gabe Ibáñez    | Aitor Gabilondo, Joan Barbero y Iñaki González | 18 de mayo de 2023            |
| 3   | «Episodio 3» | Esteban Crespo | Anna Casado y Mónica Ovejero                   | 18 de mayo de 2023            |
| 4   | «Episodio 4» | Esteban Crespo | Aitor Gabilondo, Joan Barbero y Iñaki González | 18 de mayo de 2023            |
| 5   | «Episodio 5» | Gabe Ibáñez    | Anna Casado y Mónica Ovejero                   | 18 de mayo de 2023            |
| 6   | «Episodio 6» | Gabe Ibáñez    | Aitor Gabilondo, Joan Barbero y Iñaki González | 18 de mayo de 2023            |

## Producción
El silencio fue creada por Aitor Gabilondo, cuya primera inspiración para crear la serie fue la frase "Todo gigante muere cansado de que lo observen desde afuera", atribuida al músico argentino Luis Alberto Spinetta. La serie fue anunciada por Netflix por primera vez en octubre de 2021, en una presentación de sus próximos proyectos españoles, como una miniserie de thriller creada por Gabilondo y producida por su productora, Alea Media, en su primer proyecto para la streamer. El rodaje de la serie comenzó en mayo de 2022, con Arón Piper como protagonista.

## Lanzamiento y marketing
A finales de febrero de 2023, Netflix sacó las primeras imágenes y el tráiler de El silencio y anunció su estreno para mayo de 2023.